# Point chaud de l'île de Pâques
Le point chaud de l'île de Pâques est une structure géologique située dans le sud-est de l'océan Pacifique. Ce point chaud a créé la ride Sala y Gomez qui comprend l'île de Pâques, l'île de Sala y Gómez et le mont sous-marin Pukao qui se trouve à l'extrémité ouest de la ride. L'île de Pâques, en raison de ses caractéristiques tectoniques et magmatiques (faible taux d'éruption, zones de rift dispersées et rares effondrements latéraux), est représentative d'un type de volcan de point chaud dans cette chaîne.
Le point chaud de l'île de Pâques est possiblement à l'origine de l'archipel des Tuamotu, des îles de la Ligne, ainsi que de la chaîne de monts sous-marins situés entre les deux.